# Gare de Djerma
La gare de Djerma est une gare ferroviaire algérienne située sur le territoire de la commune de Fesdis, à la limite de la commune de Djerma, dans la wilaya de Batna.

## Situation ferroviaire
La gare est située au nord-est du territoire de la commune de Fesdis et au sud de la ville de Djerma, sur la ligne d'El Guerrah à Touggourt. Elle est précédée de la gare de Aïn Yagout et suivie de celle de l'Université Mostefa Ben Boulaïd.

## Service des voyageurs

### Desserte
La gare de Djerma est desservie par les trains régionaux des liaisons :
- Skikda - Aïn Touta[1] ;
- Constantine - Biskra[2],[3],[4] ;
- Djerma - Université Mostefa Ben Boulaïd - Batna - Université Hadj Lakhdar - Aïn Touta[5],[6],[7].